# Voillans
Voillans är en kommun i departementet Doubs i regionen Bourgogne-Franche-Comté i östra Frankrike. Kommunen ligger i kantonen Baume-les-Dames som tillhör arrondissementet Besançon. År 2022 hade Voillans 195 invånare.

## Befolkningsutveckling
Antalet invånare i kommunen Voillans
Referens:INSEE